# Brunónidas
Los brunónidas (en alemán: Brunonen, en latín: Brunones, esto es, "Brunos") fueron una familia noble sajona en los siglos X y XI, que tenían propiedades en Ostfalia (alrededor de Brunswick) y Frisia. 
Se cree [¿quién?] que los brunónidas descendían de Bruno, duque de Sajonia (m. 880). Esto los convertirían en la rama mayor de la dinastía sajona (liudolfingos), a la que pertenecían los emperadores otonianos. Se considera probable esta relación debido a que los nombres Bruno y Liudolfo eran habituales entre los brunónidas, y sus propiedades estaban ubicadas en las mismas zonas que las de los primeros liudolfingos. Además, los contemporáneos parecían considerar a los brunónidas como parientes por línea masculina de los reyes otonianos, como se demuestra por la candidatura a la realeza de Bruno I, conde de Brunswick. Sin embargo, no hay evidencia de que los brunónidas sean parientes de los liudolfingos, y nada se sabe sobre la existencia de hijos del duque Bruno.
Las propiedades más antiguas de los brunónidas se encontraban en el Derlingau, desde donde extendieron su influencia a las zonas vecinas. La ciudad de Brunswick, ubicada en el borde occidental del Derlingau, se convirtió en su sede condal en el siglo IX o en el X; según las leyendas, Brunswick (el nombre literalmente significa "ciudad de Bruno") fue fundada por uno de los brunónidas llamado Bruno, sin que se sepa exactamente cuál de ellos. Su condado pasó a ser conocido como el Condado de Brunswick.
El siguiente miembro de la familia brunónida (Brunoner) que se conoce fue el conde Liudolfo, quien aparece mencionado en 942. El primer miembro seguro de la casa fue Bruno I de Brunswick, quien aparece documentado desde 991. El conde Bruno I buscó sin éxito suceder a Otón III en 1002 como rey de romanos. En 1067, el nieto de Bruno, Egberto recibió el Margraviato de Meissen de manos del emperador Enrique IV. Su hijo, Egberto II, se opuso a ese mismo gobernante y perdió sus derechos, tanto sobre Meissen como en Frisia. 
La muerte de Egberto II marca el fin de la línea brunónida. La hermana de Egberto II, Gertrudis de Brunswick, tuvo una hija con su segundo esposo, Enrique el Gordo, margrave de Frisia de Northeim. Esta hija, Richenza (m. 1141) se casó con Lotario de Süpplingenburg, quien era duque de Sajonia y más tarde se convirtió en emperador del Sacro Imperio. Su hija Gertrudis (m. 1143) se casó con el duque Enrique el Orgulloso de Sajonia y Baviera, un miembro de la Casa de Welf. De esta forma, la dinastía güelfa obtuvo las propiedades brunónidas alrededor de Brunswick, que retendrían hasta el siglo XX.

## Árbol familiar
1. Bruno I de Brunswick (m. 1015/16), se casó con Gisela de Suabia (n. h. 990; m. 15 de febrero de 1043 en Goslar) (casada en 1016/17 con el emperador Conrado II (m. 1039))
  1. Liudolfo (m. 23 de abril de 1038), se casó con Gertrudis de Frisia (m. 1077)
    1. Bruno II (n. h. 1024; m. 26 de junio de 1057), margrave de Frisia
    2. Egberto I (m. 1068), se casó con Irmgarda de Susa
      1. Egberto II (m. 1090), se casó con Oda de Orlamünde
      2. Gertrudis de Brunswick (m. 1117), se casó primero con Teodorico de Katlenburg (m. 1085); después con Enrique el Gordo, margrave de Northeim (m. 1101); y finalmente, en tercer lugar, con Enrique I, margrave de Meissen (m. 1103)